# Оганесян, Арсен Григорьевич
Арсе́н Григо́рьевич Оганеся́н (17 июня 1990, Калуга, СССР) — российский футболист, полузащитник.

## Карьера
Начал играть в «Химках», отыграв шесть матчей, в том же сезоне перешёл в «Калугу». В сезоне 2012/13 за 29 матчей отличился 8 раз. В 2014 году перешёл в «Урал». В премьер-лиге дебютировал 2 августа 2014 года в матче с «Мордовией» (2:3). 19 января 2015 года подписал контракт с «Соколом».